# オールド・ソック
『オールド・ソック』(英語: Old Sock)は、エリック・クラプトンが2013年に発表したカバー・アルバム。

## 背景
クラプトン自身が設立したインディーズ・レーベル「ブッシュブランチ・レコード」からの第1弾アルバムに当たり、アメリカ盤はサーフドッグ・レコード、ヨーロッパ盤はポリドール・レコードを通じて発売された。なお、サーフドッグから1,000組限定で発売されたデラックス・エディション盤には、ピーター・トッシュのカバー「No Sympathy」が追加された全13曲入りのメモリースティックが付属している。
収録曲のうち「ゴッタ・ゲット・オーヴァー」と「エヴリ・リトル・シング」は新曲で、本作のプロデューサー・チームのうちドイル・ブラムホールIIとジャスティン・スタンレー、それにスタンレーの妻ニッカ・コスタが書き下ろした。本作にはクラプトンと共にブラインド・フェイスで活動したスティーヴ・ウィンウッド、「アフター・ミッドナイト」や「コカイン」といったクラプトンのヒット曲の作者J・J・ケイル、アルバム『キス・オン・ザ・ボトム』でクラプトンと共演したポール・マッカートニーを含む著名なゲスト・ミュージシャンが起用された。

## 反響
アメリカでは総合アルバム・チャートのBillboard 200で7位、『ビルボード』のインディペンデント・アルバム・チャートで1位に達した。また、「エヴリ・リトル・シング」は『ビルボード』のアダルト・コンテンポラリー・チャートで26位を記録した。
ドイツでは13週アルバム・チャート入りし、最高5位を記録するヒットとなった。

## 評価
Stephen Thomas Erlewineはオールミュージックにおいて5点満点中3.5点を付け「サウンドは清廉で、選曲は歴史教育を推進するかのように熟慮されている」と評している。また、Will Hermesは『ローリング・ストーン』誌のレビューで5点満点中3点を付け「年代物のフォーク、ブルース、カントリー、レゲエ、ガーシュウィンやカーンといったアメリカン・ソングブックに、彼のバンドによる新曲を追加した選曲は、期待に満ちている」と評している。一方、Paul Mardlesは『オブザーバー』紙のレビューで5点満点中1点を付け、ゲイリー・ムーアのカバー「スティル・ゴット・ザ・ブルース」を除けば「パブの奥の部屋で聴くよりはスリリングという程度」と批判している。

## 収録曲
1. 遠い道のり - "Further on Down the Road" (Taj Mahal, Jesse E. Davis) – 5:44
  - オリジナルはタジ・マハールのアルバム『ジャイアント・ステップ/ディ・オール・フォークス・アット・ホーム』（1969年）に収録。
2. エンジェル - "Angel" (J.J. Cale) – 3:54
  - J・J・ケイルの未発表曲のカバー。
3. 丘に住む人 - "The Folks Who Live on the Hill" (Oscar Hammerstein II, Jerome Kern) – 3:46
  - 1937年の映画『たくましき男（英語版）』が初出。
4. ゴッタ・ゲット・オーヴァー - "Gotta Get Over" (Doyle Bramhall II, Justin Stanley, Nikka Costa) – 4:37
  - 新曲。
5. 井戸が枯れるまで - "Till Your Well Runs Dry" (Peter Tosh) – 4:42
  - オリジナルはピーター・トッシュのアルバム『解禁せよ』（1976年）に収録。
6. オール・オブ・ミー - "All of Me" (Gerald Marks, Seymour Simons) – 3:22
  - 1931年に作曲されたジャズ・スタンダード。
7. 空しき人生 - "Born to Lose" (Ted Daffan) – 4:03
  - Ted Daffanが1942年に初録音した曲。
8. スティル・ゴット・ザ・ブルース - "Still Got the Blues" (Gary Moore) – 5:54
  - オリジナルはゲイリー・ムーアのアルバム『スティル・ゴット・ザ・ブルーズ』（1990年）に収録。
9. グッドナイト・アイリーン - "Goodnight Irene" (Huddie Ledbetter, John Lomax) – 4:23
  - レッドベリーが1933年に初録音した曲。
10. ユア・ワン・アンド・オンリー・マン - "Your One and Only Man" (Otis Redding) – 4:30
  - オリジナルはオーティス・レディングのアルバム『ソウル・バラードを歌う』（1965年）に収録。
11. エヴリ・リトル・シング - "Every Little Thing" (D. Bramhall II, J. Stanley, N. Costa) – 4:34
  - 新曲。
12. わが恋はここに - "Our Love Is Here to Stay" (George Gershwin, Ira Gershwin) – 4:12
  - 1938年の映画『華麗なるミュージカル（英語版）』が初出。

## レコーディング・メンバー
- エリック・クラプトン - ボーカル、エレクトリック・ギター、アコースティック・ギター、12弦ギター、ドブロ・ギター、マンドリン
- タジ・マハール - ハーモニカ、バンジョー(on #1)
- J・J・ケイル - ギター、ボーカル(on #2)
- チャカ・カーン - ボーカル(on #4)
- ポール・マッカートニー - アップライト・ベース、ボーカル(on #6)
- スティーヴ・ウィンウッド - ハモンドオルガン(on #8)
- グレッグ・リース - ペダル・スティール、マンドリン
- クリス・ステイントン - クラビネット、エレクトリックピアノ、ハモンドオルガン
- ウォルト・リッチモンド - アップライト・ピアノ、キーボード
- ティム・カーモン - ハモンドオルガン、コード・オルガン
- マット・ローリングス - キーボード
- ジャスティン・スタンレー - クラビネット、メロトロン、ドラムス
- サイモン・クライミー - ピアノ、パーカッション
- ウィリー・ウィークス - エレクトリックベース、アップライト・ベース
- スティーヴ・ガッド - ドラムス
- ジム・ケルトナー - ドラムス
- エイブラハム・ラボリエル・ジュニア - ドラムス
- ヘンリー・スピネッティ - ドラムス
- マット・チェンバレン - ドラムス
- フランク・マロッコ - アコーディオン
- ゲイブ・ウィッチャー - フィドル
- ジョセフ・サブレット - テナー・サクソフォーン
- スティーヴン・カプカ - バリトン・サクソフォーン
- ニコラス・レイン - トロンボーン
- サル・クラッチオロ - トランペット
- シャロン・ホワイト - バックグラウンド・ボーカル
- ミシェル・ジョン - バックグラウンド・ボーカル
- ジュリー・クラプトン - ゲスト・ボーカル
- ソフィー・クラプトン - ゲスト・ボーカル
- ニッカ・コスタ（英語版） - ゲスト・ボーカル
- ウェンディ・モートン - ゲスト・ボーカル
- リサ・ヴォーン - ゲスト・ボーカル
- ニック・イングマン - ストリングス・アレンジ